# Jesus de Nazaré (filme)
Jesus de Nazaré (em italiano:  Gesù di Nazareth; em inglês:  Jesus of Nazareth) é uma minissérie ítalo-britânica, exibida nos cinemas, dirigido por Franco Zeffirelli em 1977.

## Elenco
| Atriz/Ator          | Personagem          |
| ------------------- | ------------------- |
| Robert Powell       | Jesus               |
| Lorenzo Monet       | jovem Jesus         |
| Olivia Hussey       | Maria, mãe de Jesus |
| Anne Bancroft       | Maria Madalena      |
| Ernest Borgnine     | centurião romano    |
| Claudia Cardinale   | Adúltera de João 8  |
| Valentina Cortese   | Herodias            |
| James Earl Jones    | Baltasar            |
| James Farentino     | Pedro               |
| Stacy Keach         | Barrabás            |
| Abdelmajid Lakhal   | Zelota              |
| Tony Lo Bianco      | Quintillius         |
| James Mason         | José de Arimateia   |
| Ian McShane         | Judas Iscariotes    |
| Laurence Olivier    | Nicodemo            |
| Donald Pleasence    | Melquior            |
| Christopher Plummer | Herodes Antipas     |
| Anthony Quinn       | Caifás              |
| Fernando Rey        | Gaspar              |
| Ralph Richardson    | Simão, o Zelote     |
| Rod Steiger         | Pôncio Pilatos      |
| Peter Ustinov       | Herodes, o Grande   |
| Michael York        | João Batista        |
| Ian Holm            | Zerah               |
| Cyril Cusack        | Yehuda              |
| Ian Bannen          | Amós                |
| Oliver Tobias       | Joel                |
| Marina Berti        | Isabel              |
| Regina Bianchi      | Ana                 |
| Isabel Mestres      | Salomé              |
| Renato Rascel       | Cego                |
| Simon MacCorkindale | Lucius              |
| Yorgos Vogiatzis    | José                |

## Produção
A minissérie foi concebida quando Lew Grade foi recebido pelo Papa Paulo VI, que o parabenizou pela realização de "Moisés, o Legislador" (1974), um filme de televisão estrelado por Burt Lancaster e que foi produzido pela Grade's ITC Entertainment e pela rede de televisão italiana RAI. No final da entrevista, o papa disse que esperava que seu próximo projeto fosse sobre a vida de Jesus. Duas semanas depois, enquanto jantava com um executivo da RAI, Grade disse a ele que pretendia que suas empresas preparassem esse filme. O papel de diretor foi oferecido a Franco Zeffirelli, um religioso Católico romano, que conhecia o pontífice desde seus dias como arcebispo de Milão, quando visitava frequentemente a escola de Zeffirelli; por iniciativa do papa, que insistia em que ele faria "Jesus de Nazaré" e ninguém mais. O diretor rejeitou a proposta a princípio, mas Grade finalmente o convenceu a concordar; ele aceitou o trabalho pouco antes do Natal de 1973.

O roteirista Anthony Burgess mais tarde relatou o lançamento do projeto em um ensaio intitulado "Telejesus (ou Mediachrist)": 
 A ideia de fazer um filme de seis horas sobre a vida de Jesus Cristo foi proposta por um nobre britânico judeu, com a bênção de ouro de uma empresa automobilística americana. O projeto pareceu a alguns uma blasfêmia, outros como ecumênico. Lord Grade, que era então Sir Lew Grade, presidiu uma enorme coletiva de imprensa na Cidade Santa (Roma) e disse tudo o que estava disponível para ser dito - a saber, que haveria este filme, que Zeffirelli o dirigiria, e que Burgess escreveria. Incendidados por esse anúncio, os romanos organizaram uma, por assim dizer, Primeira Ceia, à qual compareceu o Rabino Chefe de Roma, além de vários eclesiásticos britânicos jogadores de críquete. Sir Lew Grade foi nomeado Cavaliere da República. O Papa estava visivelmente ausente. 
Tanto Grau quanto Zeffirelli insistiram que sua adaptação da vida de Jesus deveria ser 'ecumênica', coerente, mesmo para os não-crentes e 'aceitável para todas as denominações'. Para garantir a precisão do filme, os produtores consultaram especialistas da Vaticano, Leo Rabeck Rabbinical College de Londres e a Alcorão ic School de  Meknes, Marrocos . No entanto, quando Zeffirelli perguntou ao rabino Albert Friedlander para ajudá-lo a criar a cena do Bar Mitzvah de Jesus, este último replicou "Eu sabia que tais cerimônias foram praticadas apenas a partir do século XV". O diretor, no entanto, insistiu em incluí-la, e Friedlander tentou ensinar o ator infantil Lorenzo Monet a ler uma pequena parte do Pentateuco em hebraico. Monet, no entanto, resmungou e o diretor não ficou satisfeito (no filme, o menino Jesus lê principalmente em inglês).
A fotografia principal foi realizada no Marrocos e na Tunísia, de setembro de 1975 a maio de 1976. As cenas da sinagoga foram filmadas com extras da comunidade judaica na ilha de Djerba. A cidade de Monastir  serviu como Jerusalém do século I. Ernest Borgnine, que retratou Cornelius, o Centurião, lembrou que, uma vez que os regulamentos exigiam a contratação de extras locais - a maioria com inglês ruim - para muitos dos papéis menores, eles tiveram que ser dublados. Zeffirelli decidiu evitar a gravação total do som em várias partes e simplesmente enviou os atores principais para dublar seus próprios personagens no estúdio mais tarde. Os cenários do filme foram mais tarde usados pela trupe de comédia britânica Monty Python para sua sátira religiosa  Vida de Brian (1979).
Existem vários relatórios sobre o tamanho do orçamento da minissérie: Pesquisa Presbiteriana afirmou que era de US $ 12 milhões,  O Ouvinte  citou a figura de £ 9 milhões (aproximadamente US $ 16 milhões), enquanto Third Way afirmou que custou 11,5 milhões de libras ( aproximadamente US $ 20 milhões). Outras fontes dão a soma de US $ 18 milhões. Em sua autobiografia, Lew Grade escreveu que "na contabilidade final, 'Jesus de Nazaré' gastou US $ 45 milhões."

### Retrato de Powell por Jesus
Os produtores a princípio consideraram escolher uma estrela conhecida, que atrairia uma grande audiência, para o papel de Cristo. O primeiro ator em questão foi Dustin Hoffman, e Al Pacino também foi candidato. No entanto, os cineastas temiam que sua aparência não correspondesse à percepção popular de Jesus realizada pelo público americano. Eventualmente, a aparência norte-europeia do personagem na série foi influenciada pela pintura de retratos de Warner Sallman Cabeça de Cristo. Paul Harvey e Edward J. Blum escreveram o programa 'colocar a imaginação de Sallman em movimento '. A Virgem Maria também foi retratada "sem levar em conta a precisão histórica ou etnográfica" pela "definitivamente caucasiana Olivia Hussey". "
A ideia de escalar Robert Powell se originou com a esposa de Lew Grade, Kathie Moody, que disse ao marido que o ator tinha 'maravilhosos olhos azuis' depois de vê-lo se apresentar em uma adaptação da televisão da BBC de Jude, o Obscuro. Powell foi severamente criticado por grupos religiosos por "viver em pecado" com sua companheira, dançarina Barbara Lord, do [Pan People], enquanto pretendia retratar Jesus. O casal se casou pouco antes do início da produção.
Powell raramente pisca durante todo o filme, imitando, a esse respeito, H.B. Warner em 1927  O Rei dos Reis  e Max von Sydow nos anos 1965 A Maior História Já Contada. Esse efeito foi uma decisão deliberada de Franco Zeffirelli. James Houlden comentou que o resultado foi 'um contato visual penetrante e implacável com Jesus'. Um delineador azul escuro foi aplicado no set para acentuar os olhos azuis de Powell. O retrato de Powell se tornou uma imagem frequentemente usada na arte devocional popular e 'definiu a imagem visual de Cristo nas mentes da plateia ... Talvez mais do que qualquer outro filme de Jesus.'
Para a cena da crucificação, Powell passou fome por uma dieta de apenas queijo por 12 dias antes de filmar "para parecer cansado".

## Transmissões subsequentes e mídia doméstica
A NBC retransmitiu a série em 1979, 1980, 1984, 1987 e 1990.
Foi originalmente lançado como uma edição VHS de três fitas no início dos anos 80, sob o rótulo Magnetic Video. Foi lançado mais tarde sob o rótulo de vídeo principal da CBS / FOX em 1986. [carece de fontes?] Outra edição VHS de três fitas foi lançada pelo LIVE Home Video em 1992 e novamente em 22 de fevereiro de 1995. Artisan Entertainment lançou a versão em DVD em dois discos em fevereiro de 2000. No Reino Unido, o Polygram VHS original de 1986 (quatro fitas) era totalmente sem cortes e apresentava a versão completa de 386 minutos. O vídeo de 2000 da Carlton (duas fitas) apresentava uma impressão muito resumida, que durava 270 minutos. Embora o DVD de Granada seja creditado como impressão não editada, ele dura 374 minutos e não inclui duas cenas - um encontro privado entre Judas Iscariot e Zerah, e a sequência de traição de abertura durante a Última Ceia. Esta é a versão que é transmitida com mais frequência.
A minissérie é transmitida a cada Páscoa e Natal em muitos países, incluindo a Grécia em ANT1 e nos Estados Unidos em History Channel e TBN.
O DVD da região 1 é a transmissão original de 1977. O DVD da região 2 Carlton lançado no Reino Unido é substancialmente cortado e dura 270 minutos. O lançamento do DVD holandês (também Carlton Region 2) tem um tempo de execução de 365 minutos (o tempo de execução de 399 minutos indicado na capa é um erro de impressão).
A minissérie foi lançada em download digital (ou streaming) para o Google Play e a Apple Store. A versão lançada é a transmissão original completa em 4 partes de 1977, embora apenas em sua Definição Padrão original. Semelhante a outro conteúdo cristão, os direitos autorais do filme só foram aplicados livremente nos anos mais recentes, resultando em que ele também apareceu livremente no YouTube em sua totalidade.
Para a Páscoa de 2016 e novamente em 2018, o canal Sky Arts do Reino Unido mostrou uma parte por dia durante os quatro dias da Páscoa. A versão que eles usaram foi a edição estendida em quatro partes, totalizando oito horas com publicidade.
A minissérie foi exibida na NBC como "O Grande Evento" em duas edições de três horas, com comerciais limitados no Domingo de Ramos e no Domingo de Páscoa. Filmagens adicionais foram adicionadas para uma reprise em 1979 e transmitidas em quatro parcelas de duas horas. Nas décadas de 1980 e 1990, o filme foi retransmitido na NBC em três parcelas de episódios de duas e três horas, lançadas em VHS e DVD como uma apresentação completa com um conjunto de créditos.

## Recepção
"Jesus de Nazaré" estreou no canal italiano RAI 1 em 27 de março de 1977. Foi transmitido em cinco episódios, um exibido semanalmente até 25 de abril. No domingo, em 3 de abril de 1977 - a data da exibição do segundo episódio -, o Papa endossou o programa em seu discurso público para o feriado e recomendou aos fiéis que o assistissem. A série teve altas classificações: o frade e crítico de cinema dominicano alemão Ambros Eichenberger relatou que, de acordo com pesquisas locais, 84% dos proprietários de televisão nas cidades maiores assistiram à série. Por exemplo, o número de espectadores do terceiro episódio, exibido no dia 10 de abril, foi estimado em 28,3 milhões.
No Reino Unido e nos Estados Unidos, foi transmitido em duas partes, embora em comprimentos diferentes, pela rede ITV no Reino Unido e pela NBC nos EUA. Nos dois países, a primeira parte foi ao ar em 3 de abril e a segunda em Páscoa, em 10 de abril de 1977. Durante sua exibição original no Reino Unido, Jesus de Nazaré  teve uma audiência estimada em 21 milhões de espectadores.
Quando o primeiro episódio foi transmitido nos EUA, foi um grande sucesso.O The New York Times  relatou que "inundou todos os programas concorrentes na noite de domingo", com uma classificação no Nielsen ratings de 53% em Los Angeles e 46% em Nova York em uma noite. As minisséries como um todo receberam uma classificação Nielsen de 30,8 pontos, com cada ponto representando aproximadamente 712.000 casas proprietárias de televisão, e uma quota de audiência de 50% em todo o país, nas duas noites. A empresa calculou que 'Jesus' atraía cerca de 90 milhões de telespectadores.

### Crítica
A minissérie recebeu críticas positivas pelo público. No site do Rotten Tomatoes o filme tem uma aprovação da audiência de 86%, com uma média de 4.2/5 com base em 652 avaliações. No site IMDb o filme tem uma pontuação de 8,6/10 estrelas. No site brasileiro AdoroCinema, a pontuação média da nota dos usuários do site é de 3,8/5 estrelas, baseado em 26 notas.

### Prêmios e indicações
| Ano  | Prêmio                                               | Categoria                                                                          | Premiado                              | Resultado                   | Ref |
| ---- | ---------------------------------------------------- | ---------------------------------------------------------------------------------- | ------------------------------------- | --------------------------- | --- |
| 1978 | Sindicato Nacional Italiano de Jornalistas de Cinema | Melhor Fotografia                                                                  | Armando Nanuzzi                       | Venceu[carece de fontes?]   |     |
| 1978 | Sindicato Nacional Italiano de Jornalistas de Cinema | Melhor Design de Produção                                                          | Gianni Quaranta e Franco Zeffirelli   | Venceu[carece de fontes?]   |     |
| 1978 | BAFTA TV Award                                       | Melhor Trabalho solo                                                               | Franco Zeffirelli                     | Venceu[carece de fontes?]   |     |
| 1978 | BAFTA TV Award                                       | Melhor Ator                                                                        | Robert Powell                         | Indicado[carece de fontes?] |     |
| 1978 | BAFTA TV Award                                       | Melhor                                                                             | David Watkin e Armando Nannuzzi       | Indicado[carece de fontes?] |     |
| 1978 | BAFTA TV Award                                       | Melhor Editor                                                                      | Reginald Mills                        | Indicado[carece de fontes?] |     |
| 1978 | BAFTA TV Award                                       | Melhor Figurino                                                                    | Marcel Escoffier e Enrico Sabbatini   | Indicado[carece de fontes?] |     |
| 1978 | BAFTA TV Award                                       | Melhor Som                                                                         | Simon Kaye, Gerry Humphreys           | Indicado[carece de fontes?] |     |
| 1978 | Primetime Emmy Awards                                | Performance Excepcional por um Ator Coadjuvante em um Especial de Comédia ou Drama | James Farentino                       | Indicado[carece de fontes?] |     |
| 1978 | Primetime Emmy Awards                                | Especial excepcional - Drama ou Comédia                                            | Bernard J. Kingham e Vincenzo Labella | Indicado[carece de fontes?] |     |

## Quase sequela
O sucesso dessa minissérie levou, em 1985, a uma espécie de sequela, que teceu uma história fictícia ambientada na Roma do primeiro século em material bíblico e extra-bíblico baseado nos Atos dos Apóstolos. Embora muitos dos mesmos membros da equipe tenham trabalhado nas duas séries, os únicos membros importantes do elenco que retornaram foram Tony Vogel, Ian McShane, James Mason e Fernando Rey, todos desempenhando papéis diferentes.